# 11-я авиаполевая дивизия
11-я авиаполевая дивизия — лёгкое пехотное тактическое соединение люфтваффе. С самого начала своего существования дивизия действовала в Средиземноморье.

## История
11-я авиаполевая дивизия прибыла в Грецию в начале 1943 года и почти до конца войны находилась в составе оккупационных войск. Дислоцировалась дивизия в окрестностях Афин. Служба тут почти всегда казалась необременительной , и военнослужащие ВВС считали своё пребывание в Греции большой удачей. Первым командиром дивизии был генерал-лейтенант Карл Друм, служивший до Греции в Берлине, где он возглавлял Инспекторат разведывательной авиации — ещё один пример бесхозяйственного отношения к высшему офицерскому корпусу люфтваффе.

## Боевой путь
Дивизия занималась прежде всего борьбой с греческими партизанами. К примеру, 5-я рота 22-го лёгкого пехотного (егерского) полка в октябре 1943 года близ Кими столкнулась с «бандитами», что привело к гибели двух греков и пленению четырёх. К концу того же месяца та самая рота у Хакиса взяла в плен ещё 60 партизан, а несколькими днями спустя разоблачила шпиона, одетого в немецкую форму и собиравшегося распространять пропагандистские материалы. Одной из самых известных карательных операций дивизии в Греции стала Облава в Кокинье, совершённая в августе 1944 года и стоившая жизни 350 жителям этого пригорода греческой столицы. 
В конце 1943 года некоторые подразделения 11-й дивизии участвовали в захвате острова Лерос, отбивая его у британских и итальянских войск. Капитуляция Италии открыла путь союзникам на Средиземноморье. Особенно активно пытались воспользоваться ситуацией англичане, которые надеялись, не встречая сопротивления, ввести войска в Грецию и на острова в Эгейском море. Однако Гитлер тоже не хотел уступать и отказался отводить хоть какие-то войска из Восточного Средиземноморья. Вместо этого он приказал оборонять весь этот обширный регион. 24 октября 11-я рота 21-го лёгкого пехотного полка 11-й авиаполевой дивизии погрузилась в грузовой самолёт и убыла на остров Стабалия. Подразделение было послано на подмогу роте парашютистов и роте батальона «Бранденбург», которые днём ранее отбили этот островок у 500 итальянцев и горстки англичан. Задачей солдат люфтваффе стало патрулирование острова и строительство оборонительных сооружений.

### Операция по захвату острова Лерос
Немецкая операция по захвату Лероса — острова в центре Эгейского моря, занятого британской 234-й пехотной бригадой, — в конце 1943 года приобрела очень большое значение. Подготовке операции препятствовало превосходство союзников в воздухе и на море, хотя немцы собрались с силами очень быстро, стягивая сюда войска со всей Южной Европы. У 22-го лёгкого пехотного полка отобрали 2-й батальон и вместе с некоторыми другими подразделениями по частям вывезли с материковой Греции. Первыми отправились 6-я и 7-я роты под командованием обер-лейтенанта Боттхера. В группу под началом капитана Маршалла вошли штаб батальона, взвод связи, 8-я рота и противотанковый взвод.
Группа Боттхера 3 ноября в 8:00 погрузилась на 9 сторожевых катеров (J-Boats) в Порто-Рафти. Группа Маршалла в это время грузилась на 13 десантных судов (L-Boats) в порту Лаврион. За шесть суток, которые они находились в пути к порту Калино, оба конвоя подвергались атакам союзной авиации и понесли большие потери. Третья часть батальона — 76 человек, сопровождавших тяжёлое вооружение и транспортные средства, — добирались на грузовом судне, которое смогло последовать за основными силами только 13 июля. Несмотря на то, что по пути на него нападали британские «Бофайтеры», 18 ноября судно благополучно прибыло в Колино.
2-му батальону 22-го лёгкого пехотного полка, преобразованного в боевую группу под командованием майора фон Зальдерна, было поручено высадиться на восточной оконечности острова Лерос, а затем захватить высоты, господствующие над бухтой Алинда и городом Лерос. Две другие боевые группы, и среди них парашютисты, прибывшие на самолётах из Италии, должны были помочь в завоевании острова. Вечером 11 сентября в Колино на 3 десантных кораблях погрузилось 10 офицеров и 174 солдата и унтер-офицера. Высадка у г. Лерос встретила упорное сопротивление со стороны 4-го батальона британцев («Крепыши», как они себя прозвали), и корабли Зальдерна все не могли найти безопасного места для десанта. Один из десантных катеров 2-го батальона был поражён артиллерийским огнём и вскоре затонул, так что в подразделении осталось только 8 офицеров и 123 солдата, когда восточная боевая группа сумела выгрузиться в бухте Грифо в 06:00 12 ноября. К счастью для немцев, британцы не помешали высадке, и батальон взобрался по крутым скалам на холм Клипи.
Бой за пункт 320, вершину Клипи, обошёлся батальону в дюжину убитых и раненых, но когда заходило солнце, высота оставалась в руках немцев. Тем временем на подмогу Зальдерну подоспела вторая боевая группа, а 13 ноября парашютисты 1-го батальона 2-го парашютного полка высадились на противоположном берегу, в бухте Гурна, и двинулись вглубь острова. Немцам удалось также добиться превосходства в небе над Леросом и не позволить британским Королевским ВВС и ВМФ прийти на помощь осаждённым защитникам острова. Борьба развернулась по всему острову, но немцы брали верх, несмотря на британские контратаки. 16 ноября группа Зальдерна захватила штаб коменданта острова, и вскоре гарнизон сложил оружие.
Обе стороны понесли в боях за Лерос тяжёлые потери: 2-й батальон 22-го лёгкого пехотного полка недосчитался 145 человек убитыми, ранеными и пропавшими без вести (до начала операции в нём числилось 395 человек). Захват Лероса оказался самой значительной операцией 11-й авиаполевой дивизии за всю войну. В 1944 году дивизия с другими немецкими частями отступила из Греции и позже сражалась против югославских партизан и регулярных войск в Югославии.

## Состав
- 21-й лёгкий пехотный полк ВВС (Luftwaffen-Jäger-Regiment 21 (mit drei Bataillonen), später Jäger-Regiment 21 (L))
- 22-й лёгкий пехотный полк ВВС (Luftwaffen-Jäger-Regiment 22 (mit drei Bataillonen), später Jäger-Regiment 22 (L))
- 11-й артиллерийский полк ВВС (Luftwaffen-Artillerie-Regiment 11 (mit vier Bataillonen), später Artillerie-Regiment 11 (L))
- 11-й противотанковый артиллерийский дивизион ВВС (Luftwaffen-Panzerjäger-Abteilung 11)
- 11-й инженерный батальон ВВС (Luftwaffen-Pionier-Bataillon 11)
- 11-я самокатная рота ВВС (Luftwaffen-Fahrrad-Kompanie 11)
- 11-я рота связи ВВС (Luftwaffen-Nachrichten-Kompanie 11)